# Обуркі (Журомінський повіт)
Обуркі (пол. Obórki) — село в Польщі, у гміні Любовідз Журомінського повіту Мазовецького воєводства.
Населення — 73 особи (2011).
У 1975-1998 роках село належало до Цехановського воєводства.

## Демографія
Демографічна структура станом на 31 березня 2011 року:
|          | Загалом | Допрацездатний вік | Працездатний вік | Постпрацездатний вік |
| -------- | ------- | ------------------ | ---------------- | -------------------- |
| Чоловіки | 42      | 8                  | 32               | 2                    |
| Жінки    | 31      | 6                  | 17               | 8                    |
| Разом    | 73      | 14                 | 49               | 10                   |